# Зелёный Дуб (Рогачёвский район)
Зелёный Дуб (бел. Зялёны Дуб) — посёлок в Заболотском сельсовете Рогачёвского района Гомельской области Беларуси.

## География

### Расположение
В 13 км на юго-запад от районного центра и железнодорожной станции Рогачёв (на линии Могилёв — Жлобин), 134 км от Гомеля.

## Транспортная сеть
Транспортные связи по просёлочной, затем автомобильной дороге Бобруйск — Гомель. Планировка состоит из прямолинейной меридиональной улицы, застроенной двусторонне, неплотно деревянными усадьбами.

## История
Основан в начале XX века переселенцами из соседних деревень. Наиболее активная застройка велась в 1920-е годы. В 1931 году жители вступили в колхоз. Во время Великой Отечественной войны 24 жителя сражались против немецких оккупантов в составе партизанского отряда. Партизанам было передано 19 винтовок, 60 гранат и 12 тыс. патронов. В 1944 году каратели сожгли 9 дворов. Согласно переписи 1959 года в составе колхоза имени М. И. Калинина (центр — деревня Заболотье).

## Население

### Численность
- 2004 год — 25 хозяйств, 38 жителей.

### Динамика
- 1925 год — 34 двора.
- 1940 год — 48 дворов, 251 житель.
- 1959 год — 200 жителей (согласно переписи).
- 2004 год — 25 хозяйств, 38 жителей.